# Metasada sideropasta
Metasada sideropasta là một loài bướm đêm trong họ Noctuidae.